# Anita Johansson (född 1959)
Anita Margareta Johansson, född 29 juni 1959, är en svensk ämbetsman och företagsledare, fram till och med september 2022 verksam som överdirektör för Transportstyrelsen.

## Biografi
Anita Johansson studerade vid Umeå universitet 1983–1986 och var därefter departementssekreterare i kommunikationsdepartementet och i finansdepartementet till 1990. Hon var controller i Scandinavian Airlines 1990–1995 och departementsråd i kulturdepartementet 1995–1998. Hon var länsråd vid Länsstyrelsen i Norrbottens län 1998–2000, planeringschef vid statsrådsberedningen 2000–2001 och chef för Verket för högskoleservice 2001–2010. 
Hon arbetade därefter som direktör inom AFA Försäkring 2010–2016 och i två år därefter som konsult inom förändringsledning och organisationsutveckling i egen firma.
Johansson utsågs 2017 av Regeringen Löfven I till utredare av särskilda persontransporter samt i juli 2017 till ordförande i styrelsen för Transportstyrelsen efter Rolf Annerberg, som entledigades efter medierapporteringen kring Transportstyrelsens IT-upphandling vilket också ledde till att generaldirektören fick sluta.
I augusti 2018 utsågs Johansson till överdirektör i Transportstyrelsen, vilket innebär att vara ställföreträdande generaldirektör samt ett stöd till generaldirektören när det gäller ledning, styrning och kontroll över den interna verksamheten. Hon ersattes i och med detta som styrelseordförande av  Peter Norman. Hon innehade denna post till och med september 2022.
Mellan 2021 och 2024 var Johansson styrelseledamot i Pensionsmyndigheten, det sista året som styrelsens ordförande.
Anita Johansson är sedan många år sambo med journalisten Rolf Tardell.